# Teodor z Heraklei
Teodor z Heraklei (IV wiek) – biskup i teolog ariański.
W latach 335–355 był biskupem w Heraklei w Tracji. Na synodzie w Tyrze opowiedział się po stronie Euzebiusza z Nikomedii przeciw Atanazemu Wielkiemu. Uczestniczył w synodzie w Sardyce w roku 343, oraz w drugim synodzie w Sirmium (351 rok). Zachowały się jedynie fragmenty pism Teodora z Heraklei.